# Сільва Капутікян
Сільва Барунаківна Капутікян (вірм. Սիլվա Կապուտիկյան; 1919—2006) — вірменська поетеса, прозаїк та публіцист, академік. Заслужений діяч культури Вірменської РСР (1970). Заслужений працівник культури Грузинської РСР (1980). Лауреат Сталінської премії другого ступеня (1952). Член ВКП (б) з 1945 року. 

## Біографія
Сільва Капутікян народилась 5 січня 1919 року в Єревані, в родині вчителя та колишнього редактора революційної газети, біженця з міста Ван Барунака Капутікян. Після закінчення середньої школи вступила на філологічний факультет Єреванського університету, де навчалася протягом 1936—1941 років. Потім закінчила Вищі курси Літературного інституту в Москві. Почала друкуватися з 1933 року.
Член Спілки письменників Вірменії з 1941 року. Член Національної академії наук РВ (1994), академій «Духовного єднання народів світу» і «З питань природи та суспільства». Член міжнародного «ПЕН-клуб».
Займала активну позицію з карабаського питання. Один з лідерів карабаського руху. Разом з Зорієм Балаяном 26 лютого 1988 року зустрічалася з Горбачовим, сподіваючись умовити його вирішити карабаське питання на користь Вірменії. Автор численних патріотичних творів.
З початку 1990-х поетеса виступала з гострою критикою вірменської влади та її політики, а після придушення мітингів опозиції 2004 року повернула президенту Вірменії Р. Кочаряну отриманий нею до 80-річчя орден «Месроп Маштоц».
Поетеса померла в Єревані, 26 серпня 2006 року. Похована в єреванському Пантеоні імені Комітаса.

## Особисте життя
Була одружена з вірменським поетом Ованесом Ширазом, мати скульптора Ари Шіраза.

## Творчість
Сільва Капутікян — авторка понад 60 книг, що були перекладені багатьма мовами світу. У своїх віршах С. Б. Капутікян часто звертається до тем любові, жіночої самотності, патріотизму та самопожертви.
Під впливом численних поїздок до різних країн, а також тісного спілкування з представниками вірменської діаспори (як у Вірменії, так і в діаспорі особливою популярністю користувалося вірш Капутікян «Послухай, синку»), написала декілька публіцистичних книг («Каравани ще йдуть», «Каравани видаляються» та ін.), де гостро піднімала основні проблеми нащадків вірменських біженців  — туга, відчуження, згасання західновірменської мови, боротьба за самозбереження, пошуки ідентичності, зусилля щодо визнання геноциду вірмен.
Ще в радянський час зі сторінок журналу «Советакан граканутюн» заговорила про діяльність вірменських терористичних організацій, а 1983 року написала вірш на страту терориста з АСАЛА Левона Екмекчяна, учасника нападу на аеропорт Есенбога.

## Вибрані збірки віршів
- «У ці дні» (1945)
- «На березі Занг» (1947),
- «Мої рідні» (1951),
- «Відверта розмова» (1955),
- «Роздуми на півдорозі» (1960)
- «Вглиб гори» (1972)
- «Годинник очікування» (1983)
- «У Москву», поема для дітей
- «Моя країна»
- «добрий день, друзі»
- «Каравани ще в дорозі» (1964), книга прози

## Сільва Капутікян і Україна
Сільва Капутікян неодноразово відвідувала Україну, приїздила на святкування річниць Тараса Шевченка, Івана Франка, Лесі Українки та за інших нагод. Президент України Леонід Кучма нагородив Сільву Капутікян Орденом княгині Ольги.
Сільва Капутікян присвятила Україні цикл віршів «Під київськими каштанами» та поезії «В садах під Києвом» і «В українському селі» (всі — 1950), «Тарасові Шевченку» (1961). Поетеса перекладала твори українських поетів вірменською мовою, зокрема твори Івана Франка, Лесі Українки, Андрія Малишка, Павла Тичини, якому вона також присвятила один зі своїх віршів. А Ліна Костенко, яка переклала низку віршів Капутікян українською, присвятила вірменській поетесі одну зі своїх поезій «Цавет танем!».
Вірші Капутікян українською мовою перекладали такі поети, як Павло Тичина, Петро Осадчук, Ліна Костенко, Віктор Кочевський, Мирон Нестерчук та ін.

## Нагороди та премії
- Сталінська премія другого ступеня (1952)  — за збірку віршів «Мої рідні» (1951)
- орден Жовтневої Революції
- орден трудового Червоного Прапора
- два ордена «Знак Пошани»
- Державна премія Вірменської РСР (1988)
- премія імені А. Ісаакяна
- премія імені Г. Ачаряна
- премія «Носіде» (Італія)
- орден «Святий Месроп Маштоц»
- орден «Святий Саак і Святий Маштоц»
- орден «Княгиня Ольга» (Україна)
- звання «Жінка року» (1998)

## Відгуки
- «Капутікян — найулюбленіша поетеса вірменської діаспори» (Наірі Зарьян).
- «Капутікян пише ніжно, але і жорстко, жіночу, але й сильну поезію. Мене завжди захоплювала дивовижна гармонія серця та думки поетеси…» (Ваагн Давтян).
- «Капутікян оспівувала великі стражданнях та великі радощі свого народу» (Аветіс Мовсесян[7]).